# Cpf1
Cpf1 (Centromere protein 1) är en endonukleas, ett enzym, som är specialiserat på att skära av DNA i var och en av de båda kedjorna i en genomdubbelspiral. 
Cpf1-enzymet är associerat med CRISPR (Clustered Regularly Interspersed Palindromic Repeats) i en immunförsvarsmetod mot virus, som används av vissa bakterier. Från 2012 har metoder utvecklats för att använda endonukleasen Cas9 för genredigering. 
I september 2015 publicerades en artikel av bland andra Feng Zhang om ytterligare en endonukleas som på ett liknande sätt troligen kan utnyttjas lika bra eller bättre än Cas9 för genredigering, tekniken för att påverka DNA-strängar i cellkärnor på önskvärt sätt genom att byta ut vissa DNA-sekvenser. Forskargruppen har identifierat två lovande enzymer för genredigering av celler i människor, från bakterierna Acidaminococcus och Lachnospiraceae, båda inom stammen Firmicutes.